# Arroio do Padre
Arroio do Padre egy község (município) Brazíliában, Rio Grande do Sul állam déli részén. Teljes egészében Pelotas község „enklávéja”. 2021-ben népességét 2966 főre becsülték.

## Története
Története összefonódik Pelotas történetével, amelyből 1996-ban kivált. Kezdetben São Lourenço do Sul, majd 1890-ben Pelotas része, majd kerülete volt. 1996-ban függetlenedett, majd 2001-ben önálló községgé alakult.

## Leírása
Székhelye Arroio do Padre, további kerületei nincsenek. Része az Aglomeração Urbana do Sul városi agglomerációnak, melynek további tagjai Capão do Leão, Pelotas, Rio Grande, São José do Norte, és mintegy 650 000 lakos él a területén.
Lakosainak többsége német leszármazott, és ma is őrzik német gyökereiket (például itt működik a KornBlumme német néptáncegyüttes). Agrártelepülés, a fő termény a dohány, de zöldségeket, szóját, kukoricát, datolyaszilvát, almát is termesztenek. Jelentős még szarvasmarha- és baromfitenyésztése. A község az ökoturizmusról is ismert, turisztikai infrastruktúrája fejlett (túraútvonalak, kempingek, fürdőhelyek, hegymászás).